# Wrath of the Tyrant
Wrath of the Tyrant er den første demo fra det norske black metal-band Emperor. Den blev udgivet i 1992.

## Spor
Wrath of the Tyrant
1. "Introduction" – 2:20
2. "Ancient Queen" – 3:17
3. "My Empire's Doom" – 4:34
4. "Forgotten Centuries" – 2:51
5. "Night of the Graveless Souls" – 2:56
6. "Moon over Kara-Shehr" – 4:25
7. "Witches Sabbath" – 5:41
8. "Lord of the Storms" – 2:10
9. "Wrath of the Tyrant" – 3:58